# امپریال (پنسیلوانیا)
امپریال (به انگلیسی: Imperial) یک منطقهٔ مسکونی در ایالات متحده آمریکا است که در شهرستان الگینی، پنسیلوانیا واقع شده‌است. امپریال ۲٬۵۴۱ نفر جمعیت دارد.